# 부부의 세계
《부부의 세계》는 JTBC에서 2020년 3월 27일부터 2020년 5월 16일까지 방영된 금토 드라마이다. 영국 BBC One에서 방영한 드라마 《닥터 포스터》를 극화한 국내 제작 드라마로 기획한 것이다.

## 설명
사랑으로 믿었던 부부의 인연이 배신으로 끊어지면서 복수의 소용돌이 속으로 빠지는 이야기.

## 등장인물

### 주요 인물
- 김희애 : 지선우 역 (아역 장하은) - 가정의학과 전문의, 고산시 가정사랑병원 전 부원장. 준영의 어머니. 태오의 전처.
- 박해준 : 이태오 역 - 영화감독, 엔터테인먼트 사업가. 선우, 다경의 전 남편. 준영, 제니의 아버지
- 한소희 : 여다경 역 - 병규와 효정의 무남독녀 외동딸, 필라테스 강사. 태오의 전처, 제니의 어머니
- 박선영 : 고예림 역 - 제혁의 와이프로 전업주부 → 이혼 후 카페 운영.
- 김영민 : 손제혁 역 - 회계사, 태오의 중, 고등학교 동창. 예림의 전 남편 → 이혼 후 재혼
- 채국희 : 설명숙 역 - 가정사랑병원 산부인과 전문의, 가정사랑병원 부원장, 태오와 제혁의 동창.
- 이경영 : 여병규 역 - 사업가, 효정의 남편. 다경의 아버지. 태오의 전 장인, 제니의 외할아버지
- 김선경 : 엄효정 역 - 전업주부, 병규의 아내. 미인 대회 출신. 다경의 어머니, 태오의 전 장모, 제니의 외할머니.
- 전진서 : 이준영 역 - 태오와 선우의 아들, 학생.
- 이학주 : 박인규 역 - 공시생, 실은 백수. 현서와 동거 중인 연인 사이. 데이트 폭력 가해자.
- 심은우 : 민현서 역 - 바텐더, 선우의 환자. 인규의 연인. 데이트 폭력 피해자.

### 병원 사람들
- 박충선 : 마강석 역 - 가정의학과 전문의
- 정재성 : 공지철 역 - 가정사랑병원 원장, 가정의학과 전문의.
- 이무생 : 김윤기 역 - 가정사랑병원 정신건강의학과 전문의. 선우를 지지하며 정서적인 도움을 줌. 선우의 데이트 상대.
- 김종태 : 하동식 역 - 선우의 단골 환자 혹은 스토커, 독신남. 신경예민 강박증 환자. 우울증과 불안 증세에 시달리고 있다.

### 그 외 인물
- 서이숙 : 최 회장의 아내 역
- 최범호 : 최 회장 역 - 병규의 친구, 고산 지역 부동산 유지.
- 김낙균 : 형사 역
- 박미현 : 공지철의 아내 역
- 조아라 : 장미연 역 - 태오의 비서, 노을의 어머니
- 신수연 : 윤노을 역 - 미연의 딸, 준영의 친구.
- 이로은 : 제니 역 - 태오와 다경의 딸
- 김태향 : 차도철 역 - 태오의 동문, 고산시 시의원.
- 송훈 : 전상현 역 - 태오의 동문, 상가협회장
- 정준원 : 차해강 역 - 도철의 아들, 노을과 준영의 친구.
- 정재순 : 배정심 역 - 태오의 모친, 선우의 시어머니
- 윤인조 : 차도철의 아내 역
- 배유리 : 상담의 역
- 전은미 : 마트 캐셔 역
- 권혁 : 변호사 역
- 이동하 : 이민기 역 - 여 회장의 심복. 이태오의 회사에서 일하며 이태오의 일거수일투족을 감시
- 오소현 : 조이 역 - 카페 웨이트리스, 제혁의 내연녀.
- 이휘서 : 박혜진 역 - 지선우의 환자

### 특별출연
- 윤선우 : 도서관에서 다경에게 커피를 건네주는 남자 역

## 제작진 정보
- 제작 : 김지연
- 연출 : 모완일 (KBS1 일일연속극 금쪽같은 내 새끼 (공동연출), KBS2 수목드라마 부활 (공동연출), KBS1 일일연속극 웃어라 동해야 (공동연출), KBS2 드라마스페셜 동일범, KBS2 드라마스페셜 이중주, KBS2 월화드라마 드림하이 2 (공동연출), KBS2 드라마스페셜 연작시리즈 시리우스, KBS2 월화드라마 뷰티풀 마인드, JTBC 금토드라마 미스티 外 다수.)
- 극본 : 주현 (욱씨남정기, 변혁의 사랑)
- 크리에이터 : 강은경 (백야 3.98, 고스트, 호텔리어, 유리구두, 좋은사람, 오!필승 봉순영, 안녕하세요 하느님, 달자의 봄, 비천무, 강적들, 제빵왕 김탁구, 영광의 재인, 구가의 서, 가족끼리 왜 이래, 낭만닥터 김사부 , 여우각시별, 낭만닥터 김사부 2 ) 
 글Line

## 촬영지
- 선운각
- 머디머피스
- 수연산방
- 동화컬쳐빌리지
- 험프리스 랜딩 (평택 타운하우스 단지)
- 경기도 고산시 - 강원도 춘천시
  - 고산댐 - 소양호댐
  - 고산역 - 강릉역
  - 고산타운빌리지 - 일산 MBC 빌리지
- 가정사랑병원 - 서울시립대학교
- 청담사거리 보테가 라운지

## 시청률
최저 시청률과 최고 시청률은 시청률 조사회사와 지역별로 시청률에 차이가 있을 수 있습니다.
| 2020년      | 2020년      | 2020년         | 2020년       | 2020년         |
| 회차        | 방송일      | AGB 시청률     | AGB 시청률   | TNmS 시청률    |
| 회차        | 방송일      | 대한민국(전국) | 서울(수도권) | 대한민국(전국) |
| ----------- | ----------- | -------------- | ------------ | -------------- |
| 제1회       | 3월 27일    | 6.260%         | 6.786%       | 6.3%           |
| 제2회       | 3월 28일    | 9.979%         | 11.023%      | 8.0%           |
| 제3회       | 4월 3일     | 11.882%        | 14.016%      | -              |
| 제4회       | 4월 4일     | 13.986%        | 15.794%      | -              |
| 제5회       | 4월 10일    | 14.676%        | 16.118%      | -              |
| 제6회       | 4월 11일    | 18.816%        | 21.390%      | -              |
| 제7회       | 4월 17일    | 18.501%        | 21.406%      | 14.9%          |
| 제8회       | 4월 18일    | 20.061%        | 22.276%      | -              |
| 제9회       | 4월 24일    | 20.539%        | 23.175%      | -              |
| 제10회      | 4월 25일    | 22.913%        | 25.878%      | -              |
| 제11회      | 5월 1일     | 21.122%        | 23.986%      | -              |
| 제12회      | 5월 2일     | 24.332%        | 26.747%      | -              |
| 제13회      | 5월 8일     | 21.087%        | 23.920%      | -              |
| 제14회      | 5월 9일     | 24.307%        | 26.841%      | 20.2%          |
| 제15회      | 5월 15일    | 24.442%        | 27.975%      | -              |
| 제16회      | 5월 16일    | 28.371%        | 31.669%      | -              |
| 평균 시청률 | 평균 시청률 | 18.830%        | 21.188%      | -              |
| 스페셜      |             |                |              |                |
| 1회         | 5월 22일    | 3.904%         | 4.777%       | -              |
| 2회         | 5월 23일    | 4.288%         | 4.534%       | -              |

### 전체 시청률
- 일일 시청률 28.5%(2020년 5월 16일 기준)
- 주간 시청률 27.4%(2020년 5월 11일 ~ 2020년 5월 17일 기준)

## OST
다음은 오리지널 사운드트랙(OST) 싱글 앨범에 포함된 곡들이며, 정렬기준은 출시 순입니다.
- Part.1 김윤아 - 고독한 항해 (2020.03.28 발매)
- Part.2 Josh Daniel - Nothing On You (2020.04.04 발매)
- Part.3 손승연 - Sad (2020.04.11 발매)
- Part.4 하동균 - 그냥 나를 버려요 (2020.04.17)
- Part.5 허각 - 눈물로 너를 떠나보낸다 (2020.04.25 발매)
- Part.6 백지영 - 사랑했던 날들 (2020.05.01 발매)

## 참고 사항 및 논란
- 1~6회 방송분은 청소년 보호법상 19세 이상 시청가 등급으로 심야 시간대에 고정 편성되었으며, 7회 이후부터는 15세 이상 시청가 등급으로 하향 조정되었다.[3] 9회 이후부터는 19세 이상 시청가 등급으로 다시 상향 조정되었다.
- 12회에서 24.3%(AGB 닐슨 기준)의 시청률을 기록해 <SKY 캐슬>의 최고 시청률 23.7%을 넘어섰으며, JTBC 드라마 중 두 번째로 압도적인 시청률을 기록하는 기염을 토한 역대 최대 기록이다.
- 본 작품에선, 남편이 아내를 폭행하거나, 괴한이 침입해 여성을 폭행하는 장면을 괴한의 시점에서 묘사하고, 유부남에게 명품 가방을 요구하는 여성의 모습 등의 장면이 연출되어, 동일한 내용을 청소년시청보호시간대에 재방영하여 방송통신심의위원회 측에서 권고 조치를 받았다.[4]
- 폭력성 시비 문제 등 사회적 질서 유지에 미풍양속을 저해하는 내용을 다뤘기 때문에, 해당 주무부처인 여성가족부 측에서 청소년 보호법상 청소년 유해 매체물로 고시한 바 있다(7~8회 방송분 제외).[5][6][7]

## 수상 및 후보
| 연도 | 시상식                         | 부문                     | 수상자(작) | 결과 | 출처 |
| ---- | ------------------------------ | ------------------------ | ---------- | ---- | ---- |
| 2020 | 제56회 백상예술대상            | TV부문 여자 최우수연기상 | 김희애     | 수상 |      |
| 2020 | 제56회 백상예술대상            | TV부문 연출상            | 모완일     | 수상 |      |
| 2020 | 제56회 백상예술대상            | TV부문 남자 조연상       | 김영민     | 후보 |      |
| 2020 | 제56회 백상예술대상            | TV부문 여자 신인연기상   | 한소희     | 후보 |      |
| 2020 | 제1회 아시아콘텐츠어워즈       | 여자 최우수연기상        | 김희애     | 수상 |      |
| 2021 | 제7회 아시아태평양 스타 어워즈 | 남자 신인상              | 이학주     | 후보 |      |
| 2021 | 제7회 아시아태평양 스타 어워즈 | 여자 신인상              | 한소희     | 후보 |      |

## 동시간대 경쟁 프로그램
- 채널A 《유별나! 문셰프》(2020년 3월 27일 ~ 2020년 5월 16일)

## 같이 보기
- 대한민국의 텔레비전 드라마 목록
- 2020년 대한민국의 텔레비전 드라마 목록